# Anfalas
Anfalas («playa larga» en sindarin) es un lugar ficticio que pertenece al legendarium creado por el escritor británico J. R. R. Tolkien y que aparece en su novela El Señor de los Anillos. Es una gran costa del reino de Gondor, situada al sur de las Pinnath Gelin, entre la desembocadura del río Morthond y la del río Lefnui.
En la lengua común Anfalas era llamada Langstrand, que significa «gran costa».

## Historia
Anfalas fue conquistada por el rey Tarannon y se convirtió en un feudo de Gondor. En Anfalas había pequeñas aldeas, formadas principalmente por pastores, pescadores y cazadores. El siglo XIX de la Tercera Edad del Sol, las costas fueron atacadas por los Corsarios de Umbar. Durante la Guerra del Anillo, los pueblos de Anfalas estaban gobernados por el príncipe Golasgil, que acudió a la Batalla de los Campos del Pelennor con algunos hombres. La mayoría murieron debido a que no estaban bien armados, a excepción de Golasgil y su escolta.